# Fortezza del Giove
La Fortezza del Giove est un édifice militaire du XVe siècle situé dans la municipalité de Rio sur l’île d’Elbe, dans la province de Livourne en Toscane,.

## Historique
Le nom original est Fortezza del Giogo (du latin iugum), dérivé de la tendance orographique « selle » de la colline sur laquelle se trouve la fortification. Il a probablement été construit en 1459, à la demande de Jacopo III Appiano (it), afin de contrôler le canal de Piombino surplombant et l’arrière-pays minier de l’est de l’île d’Elbe. À l’intérieur, à plusieurs reprises, les habitants des deux villes voisines de Grassera et Rio nell'Elba se sont défendus.
La fortification avait une tour quadrangulaire ou donjon avec la partie en dessous de la chaussure de bordure, composée de trois niveaux voûtés et entourée d’un mur-rideau crénelé également en chaussure et protégé par un fossé sec. L’entrée, située sur la façade sud-est (parfaitement conservée), était protégée par une tour avec une porte et, à l’extérieur, un pont-levis.
L’ensemble de la structure est aujourd’hui dans un état de profonde dégradation du à de nombreux effondrements.